# Montesquieu (filozófus)
Charles-Louis de Secondat, La Brède és Montesquieu bárója, röviden csak Montesquieu ([kiejt: monteszkjő sarl lui dö szökonda]; La Brède, 1689. január 18. – Párizs, 1755. február 10.) francia felvilágosodás kori filozófus, író és gondolkodó volt. Az államról kialakult újkori viták tárgyát képező, az alkotmányok megtervezéséhez világszerte használt hatalmi ágak megosztásának elméletéről vált ismertté.

## Életpályája
Montesquieu a Bordeaux közeli La Brède várában született 1689-ben. Apja, Jacques de Secondat, katona volt, 1685-ben a Conti herceg oldalán Magyarországon harcolt a törökök ellen: részt vett a táti csatában, amely végképp eldöntötte Esztergom felszabadulását a török alól. Anyja, Marie-Françoise de Pesnel ősi nemesi családból származott, La Brède birtoka az ő hozománya volt. 1696-ban, egy szülés után meghalt.
1700-ban az oratoriánus rendhez tartozó modern szellemű, világi papok által működtetett középiskolába járt Párizs közelében, ahol a hagyományos klasszikus tárgyak mellett természettudományi, orvosi, földrajztudományi ismereteket tanítottak, és kiemelkedő volt a francia történelem oktatása.
1705-ben Bordeaux-ba utazott jogot tanulni, ahol 1708-ban diplomát szerzett, majd visszament Párizsba, hogy ott folytassa jogi tanulmányait. 1713-ban apja halála miatt visszatért Bordeaux-ba, hogy igazgassa a birtokot. 1715-ben feleségül vette Jeanne de Lartigue-ot, akitől később két lánya és egy fia született. 1716-ban nagybátyjától megörökölte La Brède és Montesquieu bárója címét, törvényszéki elnöki tisztségét és vagyonát. Ekkor beválasztották a Bordeaux-i Akadémia tagjainak sorába is, székfoglalójának a Dissertation sur la politique des Romains dans la religion (Értekezés a rómaiak valláspolitikájáról) címet adta. 1717-ben a Bordeaux-i Akadémia igazgatójává választották, ekkor adta elő Discours de la rentrée című értekezését a tudományról.
Orvostudományi, politikatörténeti és pénzügyi írásai után 1721-ben hatalmas irodalmi sikert ért el, amikor a korabeli társadalom abszurditásait bemutató Perzsa levelek című szatirikus regényt írta. 1724-ben több kisebb munkája is megjelent: Dialogue de Sylla et d'Eucrate, Réflexions sur la Monarchie Universelle valamint a Le Temple de Gnide.
Már ekkor sok időt töltött Párizsban, 1725-ben pedig végleg otthagyta bordeaux-i törvényszéki állását és Párizsba költözött. Megfordult a királyi udvarban, bejáratos lett a legelőkelőbb szalonokba, többek között Madame de Lambert híres szalonjába is eljárt. 1728-ban a Párizsi Akadémia tagjává választották, székfoglalójának címe Discours de réception volt.
Ugyanebben az évben hosszabb európai utazásra indult, járt Ausztriában, Magyarországon, Törökországban és Itáliában. 1729-ben Angliába utazott, ahol másfél évet töltött el, ezalatt bejárt a brit parlamentbe, a királyi udvarba, találkozott a hatalmi és szellemi élet vezető személyeivel, tagja lett a Királyi Társaságnak és a szabadkőműves nagypáholynak.
1731-ben visszatért Párizsba, ahol Madame de Geoffrin szalonjába járt, ahova David Hume is, valamint Madame de Tencin szalonját látogatta, ahova több más híres író és tudós, Marmontel, Fontenelle, Marivaux és Helvétius is járt. Madame de Pompadour a kegyeibe fogadta, közelebbi kapcsolatba került Madame du Deffand-nal. Eljárt a Francia Akadémia üléseire, valamint részt vett szabadkőműves páholyok összejövetelein.
Eközben hazajárt Bordeaux-ba és La Brède-be, ahol politikai gondolatait több kisebb esszében valamint az Elmélkedések a rómaiak nagyságának és hanyatlásának okairól című történelmi témájú könyvében írta meg, ami átmenetet képezett a Perzsa levelek és főműve, a hosszú évekig írt, végül 1748-ra elkészült A törvények szelleméről című munkája között. Az eredetileg névtelenül megjelentett könyv azonnal elsöprő hatást váltott ki. A művet Franciaországban mind a hatalom támogatói, mind ellenzői ellenségesen fogadták, a legsúlyosabban egyházi körökből támadták. Hiába írta meg 1750-ben A törvények szellemének védelmét, a könyv 1751-ben tiltólistára került. Európa többi részén viszont már ekkor széles körű megbecsülésnek örvendett, Amerikában az új amerikai alkotmány kidolgozói pedig munkájuk során a modern alkotmányozás elvi alapjaiként használták fel a művet.
Montesquieu még korábban Párizsban összeismerkedett Denis Diderot-val és Jean le Rond d’Alembert-rel, a fiatal enciklopédistákkal, akik csodálták munkáit. D’Alembert felkérte a demokrácia és a despotizmus tárgyú cikkek megírására, ő azonban elhárította a felkérést, mondván ezeket már megírta. Azt viszont vállalta, hogy esszét ír az ízlésről az Encyclopédie számára, amibe Essai sur le gout dans les choses de la nature et l'art (A természet és a művészet dolgai iránti esztétikai élményről) címmel bele is fogott. A cikket azonban már nem tudta befejezni, 1755. február 10-én, Párizsban, egy járványban meghalt. A Saint-Sulpice-templom Sainte-Genevieve kápolnájában temették el.

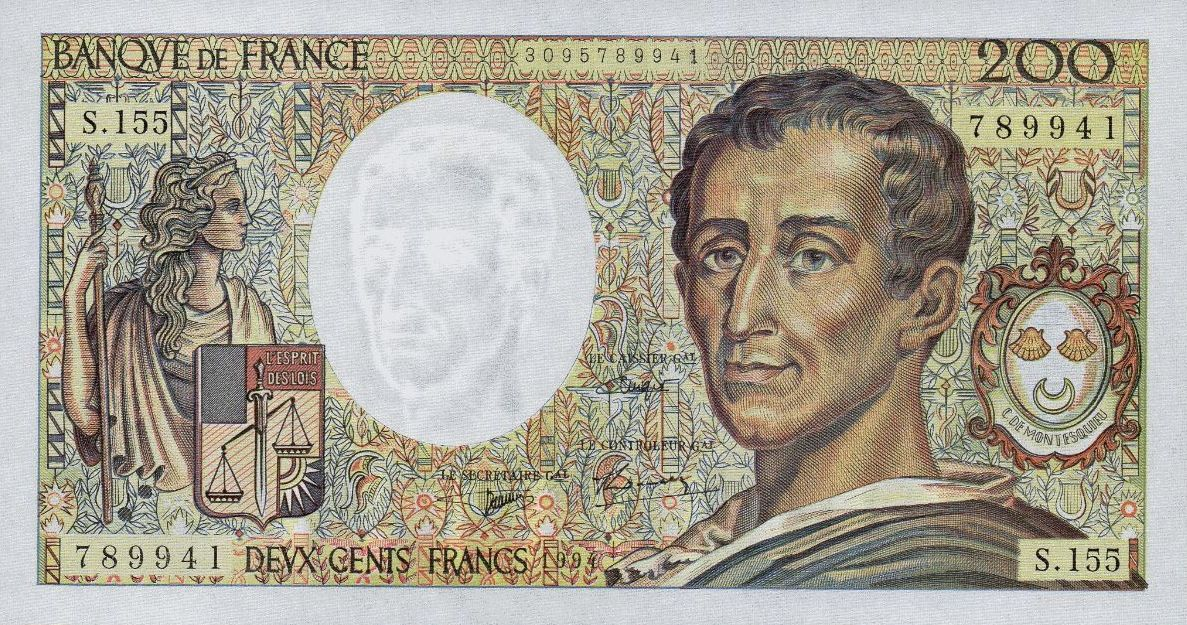
200 francia frankos bankjegy Montesquieu portréjával és a törvények szellemének allegorikus ábrázolásával. A típus 1982 és 1998 között volt forgalomban. Valós mérete: 172 x 91 mm

## Politikai nézetei
Montesquieu legradikálisabb munkája három osztályba sorolta a francia társadalmat: a királyi udvar, az arisztokrácia és a köznép. Kétféle hatalomtípust különböztetett meg: szuverén és hivatali. A hivatali hatalom megoszlik a három fő típus között: törvényhozó hatalom, végrehajtó hatalom és igazságszolgáltatás. Ezek a hatalomtípusok mindhárom társadalmi osztályban megjelennek, a „társadalmi rendet” az biztosítja, hogy mindegyiknek van hatalma a másik felett. Ez az elv szélsőséges volt, mert a papságot teljesen kihagyta az állam működéséből és a feudális rend utolsó nyomait is eltörölte. Az államformák körül szintén hármat különböztetett meg. Ezek voltak a királyság, ahol a kormányt a király vagy a királynő vezette és a tekintélyre épült, a köztársaság, amelyet választott vezető irányított, valamint a despotizmus, ahol a kormányt egy diktátor vezette és a félelemre épült. Úgy gondolta, hogy a királyság a legjobb államforma, a brit alkotmányt tartotta ideálisnak.
Mint sokaknak a korából, Montesquieu-nek is számos olyan nézete volt, amit ma már régiesnek vagy elavultnak tartanak. Amíg támogatta az eszmét, hogy egy nő képes irányítani egy államot, közben úgy tartotta, hogy ugyanakkor nem lehet eredményes, mint családfő. Határozottan elfogadta az örökletes arisztokrácia és az elsőszülöttet illető jogok szerepét. Nyíltan frankofil volt és noha elítélte a rabszolgaságot, többször úgy idézték sorait, mintha támogatta volna azt.
Egyik legegzotikusabb gondolatát a Törvények szellemében írta le. Az éghajlat elmélet szerint az éghajlat lényeges hatást gyakorol az emberekre és a társadalomra. Ebben egészen addig, hogy kijelentse, egyes éghajlatok felsőbbrendűek másokhoz képest, Franciaország éghajlata pedig a lehető legjobb az összes éghajlat közül. Nézete szerint a melegebb országokban élő emberek „túl forró vérmérsékletűek”, míg az északiak „hűvösek” vagy „jegesek”, ebből kifolyólag a kontinens középső szélességén születnek a legjobb emberek.

## Filozófiája
Montesquieu szerint a természetből fakadó szükségszerű viszonyok: a törvények.
Az embert az idők kezdetén alig lehetett megkülönböztetni az állatoktól, csak a nyelv megjelenése és az értelem fejlődése után alakultak ki az emberi társadalmak.
A társadalom létrejötte azonban az emberek körében elégedetlenséget eredményezett: létrejött a törvény mint az elnyomás eszköze. Ugyanis, Montesquieu szerint, a törvény nincs összhangban a természettel.
Montesquieu a kormányzásnak több fajtáját különbözteti meg: köztársaság (amely lehet demokratikus vagy arisztokratikus), monarchia, és végül az önkényuralom más néven despotizmus.

### A demokratikus köztársaság
A nép egy független testületet bíz meg, hogy megtegye, amit maga a nép nem tud megtenni. A demokrácia nem kívánja, hogy minden állampolgár részt vehessen a választásokon, a szegény polgárok nem választhatnak.
A demokrácia alapelve – írja Montesquieu – az erény. Az erény: a haza, a köztársaság és a törvények szerkezete. Fenntartásának módjai: a gazdagság és a szegénység szélsőségeit kerülni kell. A választottak erkölcsileg tisztáknak kell lenniük, biztosítani kell az atyai hatalmat, kerülni kell a fényűzést és a hűtlen asszonyokat vád alá kell helyezni.
A demokrácia, Montesquieu szerint csak kis városállamokban lehetséges. A demokrácia a szabadság magas fokát adja az embereknek, állampolgárai szabad földművesek és harcosok kell, hogy legyenek.

### Arisztokratikus köztársaság
Az arisztokratikus köztársaságban csak a népnek egy része élvez függetlenséget (például római köztársaság).
Az arisztokrácia a független nemesek és a függetlenséget nem élvező nép között valósul meg. Minél többen vannak a nemesek annál egészségesebb az arisztokratikus berendezkedés.

### Monarchia
A monarchiában csak egy személy lehet a kormányzó. Azonban kell lennie parlamentnek is.
A kiegyensúlyozott monarchiában a hatalom megoszlik a parlament és az egyeduralkodó között. A monarchia alapelve a becsület.

### Despotizmus
Despotizmusban egy ember az uralkodó, aki kénye-kedve szerint kormányoz. Alapelve a félelem. A kormányzó erőszak révén uralkodik.

## Francia 200 frankos bankjegy
A Banque de France 1981 és 1996 között kibocsájtott 200 frankos bankjegyének elő és hátoldalán szerepelt Montesquieu portréja. A bankjegy ábrázolásai gazdag utalásokat tartalmaznak Montesquieu munkásságára nézve.

## Főbb művei
- Les causes de l'écho
- Les glandes rénales

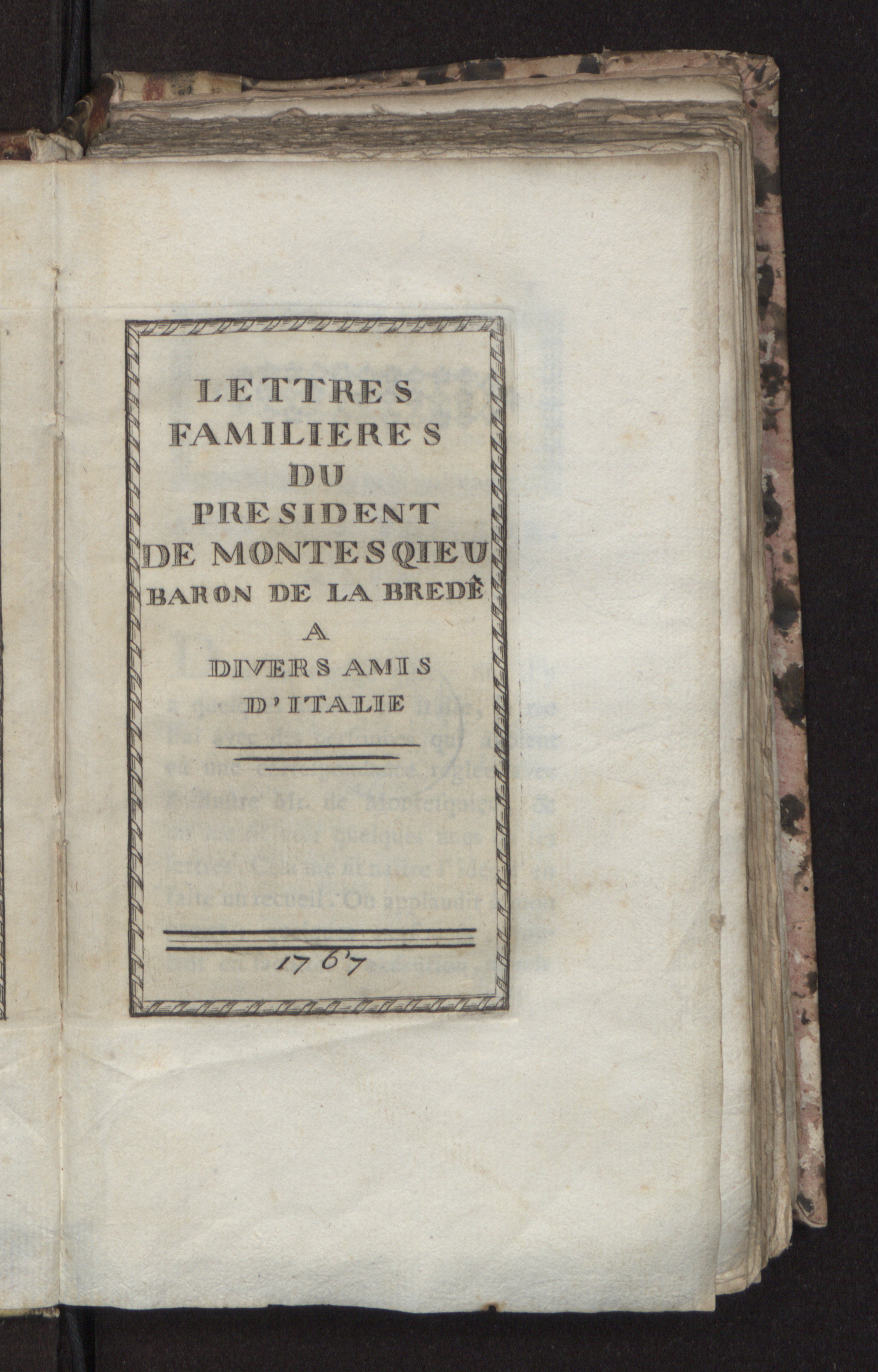
Lettres familieres a divers amis d'Italie, 1767

- La cause de la pesanteur des corps
- La damnation éternelle des païens, 1711
- Système des Idées, 1716
- Perzsa levelek (Lettres persanes), 1721
- Le Temple de Gnide, 1724
- Histoire véritable d'Arsace et Isménie, 1730
- Elmélkedések a rómaiak nagyságának és hanyatlásának okairól (Considérations sur les causes de la grandeur des Romains et de leur décadence), 1734
- A törvények szelleméről (De l'esprit des lois), 1748
- A törvények szellemének védelme (La défense de « L'Esprit des lois »), 1748
- Pensées suivies de Spicilège

## Magyarul
- Elmélkedése a rómaiak nagyságának és elenyészésének okairól; ford. egy igaz magyar; Landerer Ny., Pozsony–Pest, 1808
- A' törvények lelkéről. Fordítatott a' párisi 1816-odik esztendei kiadás szerint, 1-3.; ford. Rédly Károly; Belnay, Pozsony, 1833
- A rómaiak nagysága és hanyatlása. Azoknak politikája a vallásban; ford. Pados János; Lauffer, Pest, 1856
- Persa levelek; ford. Palásti Sándor; Légrády, Bp., 1874
- Montesquieu Károly: Elmélkedések a rómaiak nagyságának és hanyatlásának okairól; ford. Orlai Antal; Franklin, Bp., 1891 (Olcsó könyvtár)
- Európa egységéről. A törvények szelleme és a perzsa levelek válogatott részei; ford., előszó Rózsahegyi Zoltán; Phőnix, Bp., 1943 (Klasszikus írások)
- Montesquieu hagyatékából; ford., bev. Kürti Pál; Officina, Bp., 1943 (Officina könyvtár)
- Perzsa levelek; ford. Orbók Attila; Káldor, Bp., 1948
- Perzsa levelek; ford. Rónay György, bev. Szigeti József; Új Magyar Kiadó, Bp., 1955 (A világirodalom klasszikusai)
- A törvények szelleméről; ford. Csécsy Imre, Sebestyén Pál, bev. Hajdú Gyula, Mátrai László, jegyz. Takács József; Akadémiai, Bp., 1962
- Igaz történet; ford. Tardos Tibor, utószó Lukácsy Sándor; Magyar Helikon, Bp., 1963
- A rómaiak nagysága és hanyatlása; ford., utószó Szávai János; Magyar Helikon–Európa, Bp., 1975
- A törvények szelleméről; vál., ford. Nemes István és Horváth Andor, bev. Egyed Péter; Kriterion, Bukarest, 1987 (Téka)
- Ember és polgár. Montesquieu és Rousseau írásai; ford. Rónay György, Kis János; Interpopulart, Szentendre, 1993 (Populart füzetek)
- A törvények szelleméről; ford. Csécsy Imre, Sebestyén Pál, utószó Hahner Péter; Osiris–Attraktor, Budapest, 2000 (Sapientia humana)
- A törvények szelleméről védelme / Gondolataim; vál., ford. Kovács Eszter; L'Harmattan–SZTE Filozófia Tanszék, Bp., 2016 (Rezonőr)
- A rómaiak nagysága és hanyatlása; ford. Szávai János; 3. jav. kiad.; Kossuth, Budapest, 2020 (Filozófiai kiskönyvtár)

## Idézetek
- „A társadalom a kölcsönös haszon elvén alapszik; ha egyszer terhemre van, ki akadályozza meg, hogy lemondjak róla?”
- „Henyeség és tunyaság nem fér össze az iparűzéssel.”
- „Vajon a természet törvénye aláveti-e a nőt a férfinak? Nem… a természet sosem hozott ilyen törvényt. Az uralom, melyet rajtuk gyakorolunk, valóságos zsarnokság; ők is csak azért törődtek bele, mert szelídebbek, tehát emberségesebbek és okosabbak nálunk.”
- „Alapjában véve mindig a magunk titkos óhajai szerint ítéljük meg a dolgokat.”
- „Ahhoz, hogy vigyük valamire az életben, bolondnak kell látszanunk és józannak kell lennünk.”
- „Ha valami használna a nemzetemnek s ártana egy másiknak, nem javasolnám uralkodómnak, mert elsősorban ember vagyok s azután francia; szükségszerűen vagyok ember s véletlenül francia.”
- „Mindenkinek meg kell halni a hazáért, de senkinek sem kell hazudni érte.”

## Kapcsolódó irodalom
- Schvarcz Gyula: Montesquieu elmélete a monarchiai államformáról a L' esprit des lois első tíz könyvében és az európai alkotmányfejlődés; MTA, Bp., 1885 (Értekezések a társadalmi tudományok köréből)
- Shklar, Judith: Montesquieu (ford. Pálosfalvi Tamás), Atlantisz Könyvkiadó, Budapest, 1994 (Mesteriskola) ISBN 9637978429
- Louis Desgraves: Montesquieu; ford. Deák Attila; Osiris, Bp., 2003 (Historia philosophiae)